# Cecil Williams
Cecil George Williams (Cornualles, 1909-Reino Unido, 1979) fue un director de teatro, activista antiapartheid y miembro del Umkhonto we Sizwe, el ala militar del Congreso Nacional Africano, británico-sudafricano.

## Biografía
Williams emigró en 1929 a Sudáfrica. Allí enseñó lengua inglesa en diversas famosas escuelas de Johannesburgo. Durante la II Guerra Mundial se presentó voluntario como soldado y luchó en la South African Royal Navy. Junto con otros veteranos de guerra, fundó en 1941 el partido comunista Springbok Legion. También era conocido entre sus alumnos como antifascista y decidido opositor del Apartheid. En 1952 se convirtió en jefe del partido Springbok Legion. El año siguiente ingresó en el recién formado Congress of Democrats («Congreso de Demócratas»), que reunía a los aliados blancos del Congreso Nacional Africano (CNA) y, conocido por su actitud guerrera, más tarde también formó parte del ala militar Umkhonto We Sizwe, fundado en 1961.
Antes de la década de 1940 ya había descubierto el teatro. Actuaba junto con las actrices inglesas Gwen Ffrangcon Davies y su amiga Marda Vanne, que se encontraban momentáneamente en Sudáfrica por razones profesionales. De este encuentro se desarrolló una amistad de por vida, y el intercambio epistolar con ellas formó su comprensión del teatro. Entre sus trabajos más importantes se encuentran The Kimberly Train de Lewis Sowden, que produjo en el Library Theater en 1958. La pieza trata de un amor entre una mujer negra y un hombre blanco, que son separados por el Apartheid. Debido a la estricta separación de razas, el papel de mujer lo tuvo que realizar una actriz blanca maquillada. A pesar del tema, la pieza tuvo un gran éxito, sobre todo entre el público blanco, y se representó más de 100 veces. Williams además dirigió muchas piezas clásicas y trabajó con caso todos los actores famosos de Sudáfrica. También era una figura conocida de la vida de sociedad de Johannesburgo. Su homosexualidad sólo podía vivirla de forma escondida, debido a la amenaza de represión.

## Viajes con Mandela
En julio de 1962, Nelson Mandela deseaba volver a África del Sur, después de haber realizado una gira internacional buscando apoyos para su causa. Pero existía una orden de arresto en su contra. Cecil Williams poseía un coche nuevo, que la policía todavía no conocía y recogió a Mandela en el vecino Bechuanalandia, el actual Botsuana. A la vuelta, Mandela se disfrazó y se presentó como el chófer de Williams; este método ya había sido utilizado con éxito anteriormente. Alcanzaron a finales de julio una granja segura cercana a Johannesburgo, que servía de escondite del CNA. Mandela quería ir posteriormente a realizar una reunión con Albert John Luthuli en Durban, en la Provincia de Natal. A pesar de las dudas de sus aliados del CNA, se decidió que Mandela volvería a viajar como chófer. El viaje de ida transcurrió sin problemas, pero Williams y Mandela bajaron la guardia y se turnaron en la conducción. A la vuelta de Durban, el 5 de agosto de 1962, el coche fue parado y ambos fueron detenidos. Mientras que Mandela no fue liberado hasta 1990, Williams salió de la cárcel al día siguiente, pero bajo arresto domiciliario. Su nombre apareció en una lista de «personas desaprobadas» del gobierno sudafricano, con lo que se le prohibía participar en reuniones y los periódicos no podían informar sobre él, ni citarlo, bajo amenaza de cárcel. Se le permitió actuar en obras de terceros, mientras su papel estuviese definido y no improvisase, pero nadie más podía actuar en sus obras. Williams huyó finalmente con su compañero sentimental escoceś a su país de origen.

## Recuerdo
Cecil Williams, tras su huida y su muerte en el Reino Unido, fue olvidado. No fue hasta 1990 que el juez y defensor de los Derechos humanos, Albie Sachs, recordó en un discurso durante una manifestación el papel que Williams había tenido.
La directora Greta Schiller y el autor Mark Gevisser han realizado un documental sobre su vida, titulado The Man Who Drove with Mandela. Consiguieron un Teddy Award en la Berlinale de 1999. La película defiende la teoría de que la actitud tolerante y la legislación liberal del CNA hacia la homosexualidad se puede trazar hasta la amistad entre Mandela y otros dirigentes del CNA de su generación con Williams.
El Anteys Tower en Johannesburgo, en el que vivió durante su época como director de teatro, es monumento nacional.